# Асирийски геноцид
Асирийският геноцид, (арам. ܩܛܠ ܥܡܐ ܡܫܝܚܝܐ, тур. Süryani Katliamı – „асирийското клане“) наричан още Sayfo или Seyfo (меч), се отнася до събитията на планомерен и целенасочен погром на асирийското население в Източен Анадол (тогава в Османската империя) от страна на османски военни части и кюрдски и черкезски въоръжени банди в края на XIX век, през Първата световна война и малко след нея. По време съвпада с арменския и гръцкия геноцид, извършени също от османските власти спрямо християнското население. 

## Предистория
През XIX – XX век в източните части на Османската империя живеят различни нетурски народи – кюрди (основно мюсюлмани), но и немюсюлмански народи като арменци, гърци, асирийци, евреи и др., които на места съставляват над 50% от населението. Асирийците, наследници на древната Асирия, продължават да обитават Горна Месопотамия и Източен Анадол (Западна Армения), по-точно вилаетите Ван, Битлис, Ерзурум, Диарбекир, Елязъг), Сивас, Сиирт и др., достигайки на изток до езерото Урмия в днешен Иран. Основният им поминък е земеделие, животновъдство и свързани с тях занаяти. По вероизповедание са християни, но са разделени на несторианци, халдеи, православни, монофизити. По оценки броят на асирийците към края на Османската империя е около 1 милион души. По статистически данни на арменския етнограф Ерванд Лалаян, броят на асирийците в Османската имрерия е над 863 хиляди, в Иран – 76 хиляди и в Русия – 2 хиляди. Говорят новоасирийски език, който е съвременна форма на арамейския (езикът на Иисус и неговите апостоли. 

## Цели
Целта на Османската империя е да прочисти териториите на Източен Анадол от живеещото там нетурско и немюсюлманско население (арменци, гърци, асирийци) и да засели тяхно място мюсюлмани. По същество това е етническо и религиозно прочистване, започнато още през 90-години на XIX век от последния султан Абдул Хамид II и продължено от младотурците по време на Първата световна война. Претекстът на младотурците-националисти, представени от Комитета за единство и прогрес е, че това разноетническо население симпатизира и подпомага силите на Антантата през ПСВ, т.е. арменците – Русия, асирийците – Англия и Франция, а гърците – Кралство Гърция (всички изброени са в противниковия лагер на Централните сили). Трудно може да се приеме подобно обвинение, тъй като районите на масово изтребване и депоратация се намират твърде далеч от фронтовите линии. Където армейските сили на османците не достигат, биват привличани въоръжени банди от кюрди и черкези. Така част от кюрдите участват в погромите над арменци и асирийци, а по ирония на съдбата кюрдският народ днес също се намира в онеправдано положение в съвременната Република Турция.

## Погроми 1895 – 1896
В този период по заповед на султан Абдул Хамид II се провежда масово етническо прочистване, като са убити 300 хиляди арменци и 55 хиляди асирийци (населението на 245 села). Освен това около 100 хиляди асирийци са принудени да приемат исляма и приблизително същия брой асирийски жени и девойки са въдворени в турски и кюрдски хареми. Оцелелият асирийски мелик (титла на феодален владетел) Абдишо споделя с руския генерал и вицеконсул за Източна Турция Владимир Маевски: „Ние претърпяхме огромни загуби по време на клането от 1896 г. Още от 1895 кюрдите от нашата област започнаха с набезите. През следващата 1896 към тях се присъединиха и кюрдите от персийската граница, причинявайки погроми над всичко – села, църкви, домове, без жалост към деца, жени и старци.“

## Погроми през ПСВ (1915 – 1918)
В началото на XX век националните малцинства в Османската империя свързват надеждите си за по-добър живот с управлението на младотурците, обещавали възстановяване на конституцията, либерални реформи и многопартийна парламентарна демокрация. Към 1913 г. националистическото крило на тримата паши надделява, Турция влиза във войната на страната на Централните сили (1914), а през 1915 започват погромите над арменци, гърци, асирийци и други малцинства.
Планомерното унищожаване на асирийците започва от мъжкото население, способно да окаже някакава съпротива – масови арести и убийства, включително и на асирийци, служещи в османската армия. Следва разправата с политическия, клановия, религиозния и културния елит .
Стотици села са опустошени, а останалите живи жени, деца и възрастни биват депортирани в пустинята на Месопотамия, като по пътя са подлагани на насилие и изтребление. При липсата на храна и вода и при честите нападения от кюрдски и арабски банди, малцина успяват да стигнат до пустинята, но и там ги чака мъчителна смърт от болести и изтощение.
Асирийският свещеник от Диарбекир Жозеф Наим свидетелства: през 1915 мъжете над 16 г. са преследвани, изтезавани, убивани, а след това на убитите им връзвали тюрбани на главите и са снимани, като уж че християни издевателстват над мюсюлмани. Подобни свидетелства дават германският консул и британски офицери. Масовите убийства са ръководени от валията Мехмед Рашид, получил прозвището „касапинът от Диарбекир“. Репресиите се разпространяват и в останалите вилаети, като на два пъти турска армия е навлизала и в територията на Персия, до езерото Урмия със същата цел – унищожение на християнското население, където стават жертва около 100 хиляди души.
През март 1918 г., подмамен за среща, на която да се обсъдят съвместни действия и сътрудничество, вероломно е убит духовният водач на асирийците – патриарх Шимун XIX Бенямин заедно със своите 150 телохранители от войската на кюрдския шейх Симко ага Шикак. Последният, почитан от кюрдите като бележит водач на въстание срещу Персия и борещ се за създаване на независима кюрдска държава, смятал за нормално да прочиства районите от други малцинства – арменци и асирийци – и участвал активно в тяхното изтребление.

## Позиция на Турция
Турските власти и до днес отхвърлят и не признават да са вършили етнически прочиствания и още по-малко геноцид над малцинствата в Източен Анадол. Едно от честите оправдания е, че борейки се за надмощие, убийствата са следствие на междуетнически конфликти между малцинствата, населяващи една и съща област – Източен Анадол, като всеки от народите го смята за своя историческа родина. Съвременният турски историк Бюлент Йоздемир се позовава на „асирийското въстание“ в Мидят от 1915 г. и че при потушаването му османските власти не могат да бъдат обвинявани в геноцид по никакъв начин, което, по негови твърдения, е „документирано в чуждестранни архиви“. Официалната позиция на Турция е, че разглежда асирийските твърдения за геноцид като необосновани, недоказани и засягащи турското национално достойнство, и че те отхвърлят всякакви подобни лъжливи твърдения.

## Публикации в чуждестранната преса
Редица британски, американски и австралийски вестници пускат съобщения за геноцида над асирийския народ по време на Първата световна война. Сред тях са и водещи издания като The Times, The New York Times, The Washington Post, The Irish Times, The Manchester Guardian, The Argus (Австралия) и др. Професорът по право от Флоридския университет Ханибал Трейвис пише: „Многобройни статии в американската преса документират геноцида над асирийците от страна на турците и техните кюрдски съюзници. През 1918 г. Лос Анджелис Таймс публикува разказа на оцелял търговец от Урмия, който свидетелства, че градът му е бил напълно разрушен, а жителите – избити. Същото се отнася и за околните около 200 села, които са разорени, а около 200 000 са изклани или изгонени от земите си, подложени на гладна смърт. Асошиетид Прес съобщава, че в околностите на Урмия турска редовна армия и кюрдски банди преследват и изтребват асирийски християни. Намерени са 200 асирийци, изгорени живи църква и други 700 обезобразени жертви, някои обезглавени, други нарязани на парчета, в близост до с. Хафдеван“

## Памет
В памет на жертвите от геноцида са издигнати паметници в няколко страни.
- Ереван
- Берлин
- Брюксел
- Брюксел – Етербеек
- Париж
- Калифорния, САЩ
- Сидни